# Empire (Luisiana)
Empire es un lugar designado por el censo ubicado en la parroquia de Plaquemines en el estado estadounidense de Luisiana. En el Censo de 2010 tenía una población de 993 habitantes y una densidad poblacional de 50,35 personas por km².

## Geografía

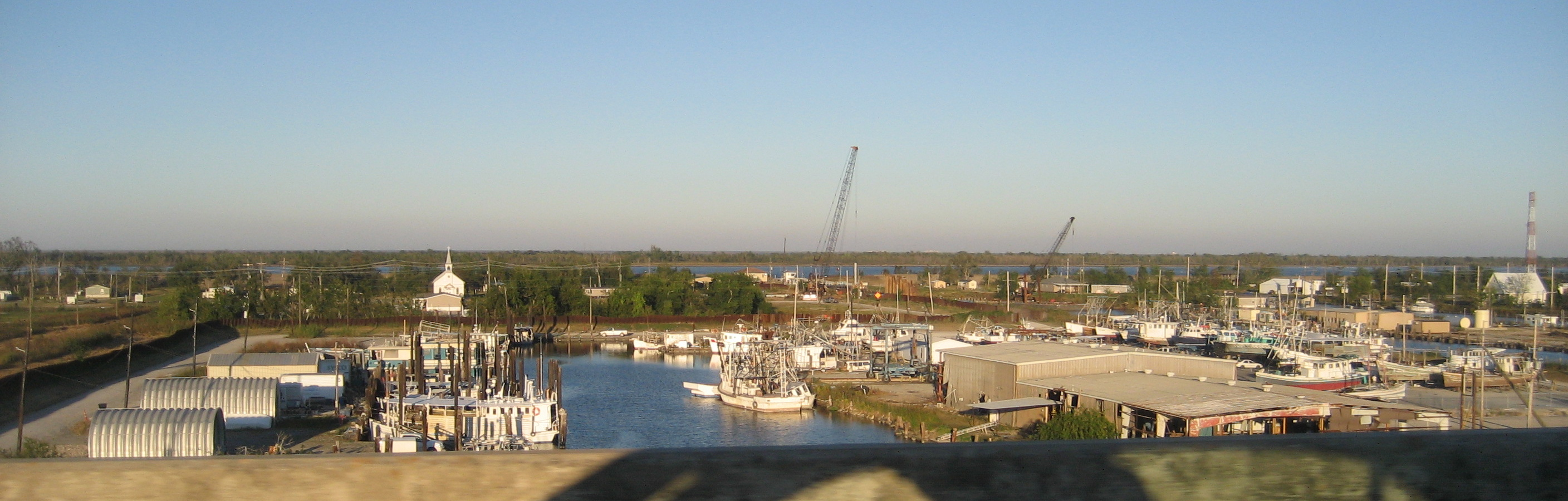
Vista panorámica de Empire.

Empire se encuentra ubicado en las coordenadas 29°26′40″N 89°36′49″O / 29.44444, -89.61361. Según la Oficina del Censo de los Estados Unidos, Empire tiene una superficie total de 19.72 km², de la cual 13.51 km² corresponden a tierra firme y (31.49%) 6.21 km² es agua.

## Demografía
Según el censo de 2010, había 993 personas residiendo en Empire. La densidad de población era de 50,35 hab./km². De los 993 habitantes, Empire estaba compuesto por el 66.57% blancos, el 21.35% eran afroamericanos, el 0.81% eran amerindios, el 7.55% eran asiáticos, el 0% eran isleños del Pacífico, el 2.42% eran de otras razas y el 1.31% pertenecían a dos o más razas. Del total de la población el 2.52% eran hispanos o latinos de cualquier raza.